# 臺灣新北地方檢察署
臺灣新北地方檢察署（舊稱臺灣板橋地方法院檢察署），是中華民國對應於新北地方法院轄區的檢察機關，一般被簡稱為新北地檢署、新北檢或板檢（得名於舊稱），與同在大臺北地區的台北地檢署、士林地檢署合稱「北三檢」。現址為臺灣新北市土城區金城路二段249號。

## 沿革
1981年，因臺北縣（今新北市）工商盛繁，人口倍增，設置「臺灣臺北地方法院板橋分院檢察處」，綜理板橋、新莊、中和、永和、土城、三峽、鶯歌、樹林、三重、蘆洲、五股、泰山、林口等十三個鄉鎮市內之刑事案件。
1990年改為「臺灣板橋地方法院檢察署」。2010年五都改制，臺北縣升為新北市，2013年更名為「臺灣新北地方法院檢察署」。
2018年2月8日，全國檢察署正式去掉「法院」二字，直接命名臺灣新北地方檢察署。

## 歷任首長
| 歷任       | 職稱       | 姓名   | 任職期間                       |
| 檢察長     | 檢察長     | 檢察長 | 檢察長                         |
| ---------- | ---------- | ------ | ------------------------------ |
| 第一任     | 首席檢察官 | 李光化 | 民國69年12月29日～73年7月19日  |
| 第二任     | 首席檢察官 | 張順吉 | 民國73年7月19日～79年4月       |
| 第三任     | 檢察長     | 盧仁發 | 民國79年4月～81年5月           |
| 第四任     | 檢察長     | 吳英昭 | 民國81年5月～82年7月31日       |
| 第五任     | 檢察長     | 鄭增銅 | 民國82年7月31日～85年1月16日   |
| 第六任     | 檢察長     | 林偕得 | 民國85年1月16日～86年8月5日    |
| 第七任     | 檢察長     | 葉金寶 | 民國86年8月5日～89年6月27日    |
| 第八任     | 檢察長     | 陳峯吉 | 民國89年6月27日～90年4月27日   |
| 第九任     | 檢察長     | 楊森土 | 民國90年4月27日～92年7月31日   |
| 第十任     | 檢察長     | 凌博志 | 民國92年7月31日～94年3月16日   |
| 第十一任   | 檢察長     | 謝榮盛 | 民國94年3月16日～97年8月1日    |
| 第十二任   | 檢察長     | 吳慎志 | 民國97年8月1日～99年7月28日    |
| 第十三任   | 檢察長     | 蔡碧玉 | 民國99年7月28日～102年10月2日  |
| 第十四任   | 代理檢察長 | 李海龍 | 民國102年10月2日～103年5月27日 |
| 第十五任   | 檢察長     | 周志榮 | 民國103年5月27日～105年7月18日 |
| 第十六任   | 檢察長     | 朱兆民 | 民國105年7月18日～109年3月13日 |
| 第十七任   | 檢察長     | 王文德 | 民國109年3月13日～110年5月5日  |
| 第十八任   | 檢察長     | 徐錫祥 | 民國110年5月5日～111年5月20日  |
| 第十九任   | 檢察長     | 毛有增 | 民國111年5月20日～112年5月2日  |
| 第二十任   | 檢察長     | 余麗貞 | 民國112年5月3日～114年1月16日  |
| 第二十一任 | 檢察長     | 郭永發 | 民國114年1月17日～現任         |

## 管轄區和分局
| 縣/市                                                                         | 區域 | 備註       |
| 管轄                                                                          | 管轄 | 管轄       |
| ----------------------------------------------------------------------------- | --- | ---------- |
| 新北市                                                                        | 板橋區 永和區 中和區 樹林區 土城區 三峽區 鶯歌區 三重區 新莊區 蘆洲區 五股區 泰山區 林口區                                                 | 共計13個區 |
| 轄內分局                                                                      | |            |
| 新北市                                                                        | 新北市政府警察局 板橋分局 三重分局 蘆洲分局 新莊分局 永和分局 中和分局 海山分局 土城分局 三峽分局 樹林分局 林口分局（2018年1月29日新設立） | 共11個分局 |
| 含內政部警政署鐵路警察局臺北分局 內政部警政署國道公路警察局第一大隊、第六大隊 | |            |

## 機關組織架構
臺灣新北地方檢察署組織架構如下所列。

### 本署
- 檢察長
- 襄閱主任檢察官
- 檢察官室（主任檢察官室）
- 檢察事務官室
- 法醫室
- 書記處
  - 紀錄科
  - 執行科
  - 文書科
  - 研究考核科
  - 總務科
  - 資料科
  - 法警室
- 觀護人室
- 人事室
- 會計室
- 統計室
- 政風室
- 資訊室

## 外部連結
- 臺灣新北地方檢察署 （页面存档备份，存于）
- 新北地方檢察署反賄選專區的Facebook專頁
- YouTube上的臺灣新北地方檢察署影音專區頻道